# Hans Balder
Hans Balder (* 1888; † 22. Dezember 1928 in Zürich) war ein deutscher Schauspieler und Lautensänger.

## Leben und Wirken
Er wurde im später sogenannten Sudetenland geboren und schlug eine Laufbahn als Charakterschauspieler ein. Von 1912 bis 1915 war er am Hoftheater in Hannover und im Anschluss am Thaliatheater in Hamburg tätig. Im Oktober 1914 wurde sein Volksstück „Wie deutsche Herzen schlagen“ in Hannover uraufgeführt. 1916 ging er als Hofschauspieler an das Königliche Hoftheater nach Dresden und von 1918 bis 1921 an das Deutsche Schauspielhaus nach Hamburg. Nach einjähriger Tätigkeit am Kleinen Schauspielhaus trat er in Liberec und Prag auf und ging 1924 nach Berlin zurück, wo er kein dauerhaftes Engagement fand. Er sicherte u. a. mit Vorträgen zur Laute seinen Lebensunterhalt. Anfang Juni 1928 wurde vom Kleinen Theater in Berlin sein Drama „Vision“ zur Uraufführung angenommen, die er nicht mehr erlebte.
Der Versuch, in Zürich Fuß zu fassen, war vergeblich. Nach wenigen Auftritten in dortigen Kabaretts nahm er sich kurz vor Weihnachten 1928 das Leben. Er war 40 Jahre alt.